# Myxine affinis
Myxine affinis är en ryggsträngsdjursart som beskrevs av Günther 1870. Myxine affinis ingår i släktet Myxine och familjen pirålar. IUCN kategoriserar arten globalt som livskraftig. Inga underarter finns listade i Catalogue of Life.